# マヤ・アンジェロウ
マヤ・アンジェロウ（Maya Angelou [ˈmaɪə ˈændʒəloʊ] ( 音声ファイル)、1928年4月4日 - 2014年5月28日）は、アメリカ合衆国の活動家、詩人、歌手、女優である。マヤ・アンジェルーと表記されることもある。本名は、マーガリート・アニー・ジョンソン（Marguerite Annie Johnson）。
マーティン・ルーサー・キング・ジュニアとともに公民権運動に参加。1993年、ビル・クリントンのアメリカ合衆国大統領就任式にて自作の詩を朗読した。2011年、大統領自由勲章を受章。2014年5月28日、86歳で死去。代表作は、自伝の『歌え、翔べない鳥たちよ』。
2018年4月4日のGoogle Doodleは彼女の生誕90年を記念したものとなった。

## 来歴

### 初期
マーガレット・アニー・ジョンソン は、1928年4月4日、ミズーリ州はセントルイスに、父・ベイリー・ジョンソンと母・ビビアン（バクスター）ジョンソンの第二子として生まれた。父・ベイリーはドアマンおよび海軍栄養士、母・ビビアンは看護師およびカードディーラーであった 。"Maya"というあだ名は、アンジェロウの兄、ベイリーJrがMargueriteを"My"または "Mya Sister"と呼ぶ際に派生してついた。アンジェロウが3歳、兄が4歳の時、両親の"悲惨な結婚" が終焉を迎えたため、両親は二人を父方の祖母アニー・ヘンダーソンと暮らせるよう、アーカンソー州スタンプ行きの電車に兄妹二人きりで乗せた。当時、アフリカ系アメリカ人は他の人種よりも大恐慌と続く第二次世界大戦の煽りを受けていたが、"驚異的な例外"で祖母・アニーは生活必需品を販売するよろず屋と"彼女の賢明で正直な投資"によって経済的に安定していた。  

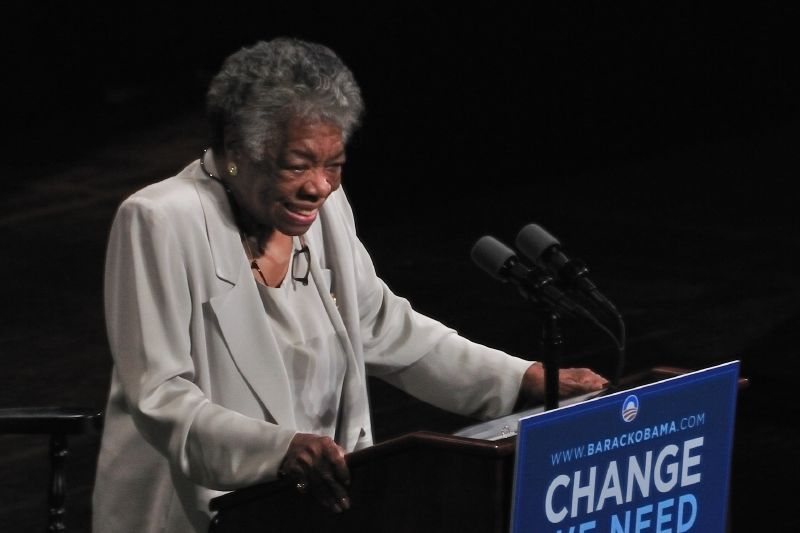
演説するアンジェロウ

4年後、子供の父親は"なんの前触れもなしにスタンプにやってきて"、当時セントルイスに住んでいた母・ビビアンの元に二人をやった。アンジェロウが8歳の時、彼女の母親と同居している間、彼女の母親のボーイフレンドであったフリーマンという男に強姦など性的虐待を受けた。彼女は兄にこのことを打ち明け、その兄が家族へ打ち明けた。フリーマンは有罪となったが投獄されたのは1日だけだった。釈放から4日後、フリーマンはおそらくアンジェロウのおじたちによって殺害された。アンジェロウはその後ほぼ5年間、緘黙(かんもく、言葉を話すことができない状態)となった。その理由として"私は私の声でその男を殺した、彼の名前を告げたので、私が彼を殺した、と思った。そのあと、この声は誰でも殺してしまうと考え、金輪際話すことをやめようと思った"と述べている。アンジェロウの伝記を書いたマーシャアン・ギレスピーとその同僚によると、アンジェロウが並外れた記憶力、書籍や文学に対する愛、そして周りの世界を観察する能力を育んだのは緘黙状態だったこの時期であると述べている。 
フリーマンの殺害の直後、アンジェロウと兄・ベイリーJrは再び祖母・アニーとともに住むことになった。アンジェロウは、彼女の家族の教師であり友人であるブレサー・フラワーズ夫人が緘黙を治す手助けをしてくれたと述べている。このほか、フラワーズは、アンジェロウに チャールズ・ディケンズ、ウィリアム・シェイクスピア、エドガー・アラン・ポー 、ダグラス・ジョンソン、そしてジェームズ・ウェルドン・ジョンソンなどの彼女の人生とキャリアに影響を与えた作家や、フランシス・ハーパー 、アン・スペンサー、そしてジェシー・フォーセットのような黒人女性アーティストを紹介した。   
14歳の時、アンジェロウは兄とカリフォルニア州オークランドに当時住んで母親とともに住むことになった。第二次世界大戦中には、アンジェロウはカリフォルニア労働学校に通い、16歳の時、彼女はサンフランシスコで最初の黒人女性のケーブルカーの運転士となった   。アンジェロウは、運転士の制服に羨望の眼差しを向け、その職に就くことをひどく望んだ。その思いの強さから、母・ビビアンはその職をアンジェロウの"夢の仕事"と呼んだ。母・ビビアンはアンジェロウにその夢を追うように励ます一方、アンジェロウが職場の他の誰よりも早く出勤し、人一倍努力しなければならないと忠告している  。アンジェロウはこの時の功績が認められ、2014年に「国家を動かす女性たち」というセッションの一環として、マイノリティ交通公務員会議から生涯達成賞を受賞している。  
学校を卒業して3週間後、アンジェロウは17歳で息子のクライド（後にガイ・ジョンソンに改名）を出産した。

### 成人期および初期の経歴：1951-61年
1951年、アンジェロウは、当時まだ異人種間の交流に対する偏見が根強く、母・ビビアンの母も反対していたにもかかわらず、トッシュ・アンジェロスというギリシャ人電気技師と結婚した。アンジェロスは、電気技師である前は船乗りであり、音楽家として大成することを目指していた。アンジェロウはこの頃、モダンダンスのクラスを受け、ダンサーや振付家のアルビン・アイレイとルース・ベックフォードに出会う。アイリーとアンジェロウは一緒に「Al and Rita」というダンスチームを結成し、サンフランシスコ中の黒人団体でモダンダンスの公演を行ったが成功することはなかった 。アンジェロウは、夫・トッシュと息子の三人で、彼女がトリニダードのダンサーパール・プリムスと一緒にアフリカのダンスを勉強できるようにニューヨークに引っ越したが、1年後にはサンフランシスコに戻った。 
1954年にアンジェロウの結婚が終焉を迎えたあと、彼女はプロのダンサーとしてサンフランシスコ周辺のナイトクラブで踊りながら、時おりパープルオニオンというクラブでカリプソの音楽に合わせて歌ったり踊っていた 。それまで彼女は"Marguerite Johnson"、または "Rita"の名前を使っていたが、パープルオニオンのマネージャーとファンの強い提案で、アンジェロウは職業名を "Maya Angelou"（彼女のニックネームと元の姓）と改名した。この"独特の名"は、彼女のカリプソダンスパフォーマンスの感触をとらえ、アンジェロウを際立たせた。1954年から1955年にかけて、アンジェロウはオペラ「ポーギーとベス」の公演でヨーロッパを行脚した。アンジェラは訪れたすべての国の言語を学び始め、数年後にはいくつかの言語を習得していた。1957年にはカリプソ人気に乗じて、アンジェロウはファーストアルバム「ミス・カリプソ」をレコーディングし、このアルバムは1996年にCDとしてリイシューされた  。そのほかにも、アンジェロウは1957年の映画「カリプソ・ヒート・ウェーブ」に影響を与えたとされるオフブロードウェイのレビューに登場し、その中で彼女自身が作曲した曲に合わせて歌ったり、踊ったりした。
1959年には小説家のジョン・オリバー・キレンズと出会い、彼の勧めで彼女自身の執筆キャリアに集中するためにニューヨークに引っ越した。彼女はそのあとハーレム・ライターズ・ギルドに参加し、そこでジョン・ヘンリック・クラーク 、ローザ・ガイ 、ポーレ・マーシャル、そしてジュリアン・メイフィールドなど、複数の主要なアフリカ系アメリカ人作家たちと出会い、人生で初めて出版活動に勤しんでいた。1960年、市民権の指導者マーティン・ルーサー・キング・ジュニアと出会い、彼の講話を聞いた後、アンジェロウとキレンズは南部キリスト教指導者会議 （SCLC）を盛り上げるため、"伝説"といわれる「自由のためのキャバレー」を組織し、アンジェロウはSCLCの北部コーディネーターとなった。研究者であるライアン B. ヘイガンによると、募金活動やSCLCの主催者としての彼女の活動は"非常に効果的"であり、公民権運動への貢献は小さくなかった。アンジェロウはまたこの頃、親カストロと反アパルトヘイト活動も始めた。

## ビブリオグラフィ
- 歌え、翔べない鳥たちよ マヤ・アンジェロウ自伝（矢島翠訳、人文書院、1979年）
  - 歌え、翔べない鳥たちよ マヤ・アンジェロウ自伝（立風書房、1998年／青土社、2018年）、改訂版
- 街よ、わが名を高らかに マヤ・アンジェロウ自伝2（矢島翠訳、人文書院、1980年）
- 私の旅に荷物はもういらない（宮木陽子訳、立風書房、1996年）
- 星さえもひとり輝く（香咲弥須子訳、立風書房、1998年）
- ぼくはまほうつかい（さくまゆみこ訳、アートン新社、2006年）、絵本、マーガレット・コートニー＝クラーク写真
- 娘たちへの手紙　豊かに生きるための知恵と愛（白浦灯訳、海と月社、2023年）、遺著

## ディスコグラフィ

### アルバム
- Miss Calypso（1956年）
- The Poetry Of（1969年）

### シングル
- Been Found / I Remember All（1996年） - アシュフォード&シンプソン(Ashford & Simpson)との共作

## フィルモグラフィ
- ポエティック・ジャスティス/愛するということ（1993年）
- Madea's Family Reunion（2006年）

## 郵便切手
2015年4月7日、アメリカ合衆国郵便公社(USPS)は記念切手で、アンジェロウ追悼切手を発行、図案はアンジェロウの肖像画と共に、彼女の発言とされた “A bird doesn’t sing because it has an answer, it sings because it has a song.”（鳥は答えがあるから歌うのではない、歌があるから歌うのだ）という文章が刷られた。だが発行後に、これはアンジェロウ自身の発言ではなく、アメリカの詩人・児童文学作家のジョーン・ウォルシュ・アングランドの著書「A Cup of Sun」(1967)からの引用であることが判明した。しかしUSPSは、アンジェロウ自身がインタビューなどで、この詞句を頻繁に引用しており、自らを象徴する言葉であるとして刷り直しは行わなかった。